# Lista över svenska ordspråk
Nedan följer en lista över ordspråk på svenska. 
Avsikten med ordspråk är att på ett enkelt sätt förmedla ett budskap, en värdering eller visdom och ibland används de för att ge en extra tyngd i en argumentation. Ett ordspråk utgör en språklig enhet som i oförändrad form inflikas i talet, medan talesättens sentensartade uttryck syntaktiskt följer den mening där de ingår. 

## A
- Alla goda ting är tre. Att ha tre av något är behändigt och leder ofta till något gott. Ibland med tillägget: men fan kan också räkna.[1]
- Alla katter är grå i mörkret. Det går inte att se någon skillnad. Känt från 1642. Härstammar från grekiskan.[1]
- Alla känner apan, apan känner ingen. Man är annorlunda än vad andra känner en som.[1]
- Alla vägar bär till Rom. Gammalt romersk-antikt talesätt; en medeltida formulering återfinns i Liber Parabolarum, 591 (1175), av Alain de Lille: "Mille viae ducunt homines per saecula Romam" (ordagrant: "Tusen vägar leder människorna för evigt till Rom)[2]
- Alla är vi barn i början. eller Alla barn i början. Äldre: Alle äro barn i börjande.[1]
- Anfall är bästa försvar.[1]
- Arga katter får rivet skinn. Den som beter sig illa mot sin omgivning råkar förr eller senare själv illa ut. Även Galna katter får rivet skinn.[1]
- Allt är inte guld som glimmar.[3] I betydelsen "Allt som glimmar är inte guld". Saker och ting kan se annorlunda ut än vad de faktiskt är.
- Att skiljas är att dö en smula. Att skiljas åt är smärtsamt. Ursprungligen ett franskt ordspråk, Partir, c'est mourir un peu... mais mourir, c'est partir beaucoup.[4]

## B
- Bra karl reder sig själv. Man ska inte vara för beroende av andra.[5]
- Bättre lyss till den sträng som brast än aldrig spänna en båge. Förvanskning av Verner von Heidenstams "Det är skönare lyss till en sträng, som brast, än att aldrig spänna en båge" ur dikten "Åkallan och löfte" ur diktsviten Ett folk publicerad 1899 i Svenska Dagbladet.[6]
- Bättre skelögd än blind.[7]

## D
- Den sig i leken ger, han måste leken tåla. Den som påbörjat något kan lika gärna gå hela vägen.[8]
- Den som gräver en grop åt andra faller ofta själv däri. Den som försöker lura andra faller ofta själv i sin egen fälla. Från Bibeln, Ordspråksboken 26:27,[9] Predikaren 10:8[10] samt Psaltaren 7:16.[11]
- Den som söker han finner. Från Bibeln, Lukasevangeliet 11:10.[12]
- Den som länge sover på sin bädd, han får litet för sitt näbb.[7]
- De synder man mest ångrar på gamla dar är de man inte begått. Den som blivit gammal ångrar ofta något den inte gjort.[13]
- Det dunkelt sagda är det dunkelt tänkta. Det är svårt att uttrycka något när man inte vet vad man vill ha sagt. "Hvad du ej klart kan säga, vet du ej; med tanken ordet föds på mannens läppar: det dunkelt sagda är det dunkelt tänkta" ur Esaias Tegnérs "Epilog vid magisterpromotionen i Lund den 22 juni 1820".[14]
- Det hushåll är ej utan kval, där hanen kacklar och hönan gal.[7]
- Det är en ond fågel, som orent gör i sitt rede.[7]
- Det är ingen ko på isen (så länge rumpan[15] är i/på land). Det finns ingen större brådska eller panik.[16]
- Det är mänskligt att fela. Att begå misstag är naturligt. "Errare humanum est." från Cicero i Philippicae 12.5.[17]
- Det är saligare att giva än att taga. Lyckan när man ger något mottagaren blir glad av är större än lyckan när man själv får något. Från Bibeln, Apostlagärningarna 20:35.[18]
- Det är svårt lära gammal hund sitta. Det är inte enkelt att få en äldre person att ändra sina rutiner.[8]

## E
- Envar sin egen lyckas smed. "Faber est suae quisque fortunae." Varje person är grunden till sin egen lycka. Appius Claudius Caecus ur Sallust Ad Caesarem Senem de Re Publica Oratio kap. 1, 2§.[19]
- Ett mjukt svar stillar vreden. Att ge mjuka svar till en arg person gör denne mindre arg. Från Bibeln, Ordspråksboken 15:1.[20]
- En svala gör ingen sommar. Man ska inte dra en slutsats av en enda indikation. Aristoteles, Den nikomachiska etiken.
- En tiggare fruktar varken tjuv eller rövare [21]
- Egen härd är guld värd. Att ha ett eget hem är ovärderligt. [22]
- Eget ros är elakt os.[7]

## F
- Fägring utan tukt är som ros utan lukt.[7]

## G
- Gud tar och Gud ger. "Herren gav och Herren tog", från Bibeln, Job 1:21.[23]
- Guds vägar äro outgrundliga (eller Herrens vägar...). Något besvärligt kan till slut leda till något bra i slutändan. Från Bibeln, Romarbrevet 11:33.[24]
- Guldprov i glöd, vänprov i nöd.[8]

## H
- Har man tagit fan i båten får man ro honom i land.
- Högmod går före fall. Den som är högmodig råkar förr eller senare själv illa ut. Från Bibeln, Ordspråksboken 18:12.[25]
- Har man sagt A får man säga B. Om man har påbörjat en uttalande och sedan tydligt stannat när saken inte kommit till punkt bör man fortsätta.

## I
- Ingen är profet i sitt eget land/i sin egen hemstad. Det är svårt att bli känd i sitt eget land eller sin egen hemstad. Från Bibeln, Lukasevangeliet 4:24,  Matteusevangeliet 13:57.[26][27]
- Ingenting är nytt under solen. Ingenting nytt har skett, utan allt förblir detsamma. Från Bibeln, Predikaren 1:9.[28]

## J
- Jorden är alltid frusen för lata svin. Den som är lat har alltid något att skylla på för att slippa arbete eller ansträngning.[8]

## K
- Kasta inte yxan i sjön. Man ska inte släppa sina ansträngningar. Från Bibeln, Andra Kungaboken 6:5.[29]
- Kasta inte pärlor åt svinen. Man ska inte anstränga sig för personer som inte förstår eller uppskattar det. "kasta inte era pärlor åt svinen", från Bibeln, Matteusevangeliet 7:6.[30]
- Kasta inte sten i glashus. Man ska inte kritisera andra för sådant man själv också är skyldig till.

## L
- Lat mans bön blir sällan hörd.[7]
- Lärdom är mer värt än guld. "Att vinna vishet är bättre än guld, vinna insikt mer värt än silver.", från Bibeln, Ordspråksboken 16:16.[31] Jämför även Hávamál: "Bättre börda man bär ej på vägen än mycket mannavett. På främmande ort går det framför guld."

## M
- Man skall ej klå där som det ej kliar.[7]

## N
- Nya kvastar sopar bäst. Nyanställda personer har ofta en tendens att vilja visa sin ansträngning.[32]
- När det regnar manna (från himlen) har den fattige ingen sked.[33][34]
- När katten är borta dansar råttorna på bordet. När man inte håller koll på något, utbryter ofta oordning.
- När man talar om trollen så står de i farstun. När man pratar om någon, kan den plötsligt infinna sig.

## O
- Ont är ej gott, förrän värre kommer.[8]
- Ofta ligger ormen under rosenbusken. Ofta sker något när man som minst anar det.[8]

## R
- Rom byggdes inte på en dag

## S
- Sila mygg och svälja kameler. Straffa obetydliga förseelser men strunta i grova. Citerat i Bibeln Mat. 23.[1]
- Som man sår får man skörda. "Vad man sår får man också skörda" från Bibeln, Galaterbrevet 6:7. Innebär att man får vad man förtjänar.[35]
- Stor i orden, liten på jorden. Innebär att någon gillar att skryta om sin egen storhet. Från Carl August Hagbergs översättning av Shakespeares Kärt besvär förgäfves.[36] Uttrycket förekommer även i August Strindbergs Svenska öden och äfventyr i novellen "Nya Vapen".
- Synden straffar sig själv. Att misslyckas av egen orsak.[1]
- Surt, sa räven om rönnbären.
- Sent skall syndaren vakna. Att inse sina misstag kan ta lång tid. Ursprungligen citat från andra versen "För sent skall syndaren vakna, där ingen morgon är"[37] ur psalmen "Vak upp, hör väkten ljuder" av Frans Mikael Franzén
- Som man bäddar får man ligga. En agerande leder till konsekvenser vilka man senare tvingas leva med.

## T
- Tala med bönder på bönders vis och med de lärde på latin. Anpassa sitt språkbruk efter mottagarens förutsättningar att förstå vad man talar om.[38] Från Erik Axel Karlfeldts dikt Sång efter skördeanden (1898) "och han talar med bönder på böndernas sätt / men med lärde män på latin."[39]
- Tala är silver, tiga är guld. Ibland är det bättre att vara tyst och inte säga vad man tycker.[40]
- Tron kan försätta berg. En stark tro kan göra det till synes omöjliga möjligt. Från Bibeln, Första Korinthierbrevet 13:2[41] och Markusevangeliet 11:23.[42]

## V
- Var dag har nog av sin egen plåga. Varje dag har sina egna svårigheter. Från Bibeln, Matteusevangeliet 6:34[43]
- Var och en får bli salig på sin fason. Alla får bli saliga på sin egen fason så länge det inte går ut över någon annan. Efter Fredrik II av Preussen som förkunnade att i hans land fick "var och en bli salig på sin fason").[44]
- Var och en är sin egen lyckas smed. Att ta ansvar för sitt eget liv och sin egen välgång. Tillskrivs romaren Sallustius.[45][46]
- Var sak har sin tid. Alternativt Allt har sin tid. Från Bibeln, Predikaren 3:1[47]
- Varav hjärtat är fullt talar munnen. Från Bibeln, Matteusevangeliet 12:34[48]
- Villiga oxar skall man ej jäkta.[7]
- Vänd den andra kinden till. Om någon är elak ska man inte vara elak tillbaka. Från Bibeln, Matteusevangeliet 5:39[49]

## Ä
- Även dåren anses vis om han tiger. Avslöjar man inte att man är en dåre blir man heller inte sedd som en. Från Bibeln, Ordspråksboken 17:28.

## Ö
- Öga för öga, tand för tand. Varje ond gärning ska komma tillbaka till en. Från Bibeln, Andra Moseboken 21:24, Matteusevangeliet 5:38[50][51]
- Östanväder och kvinnoträta börjar med storm och slutar med väta.[7]